# Liste des sénateurs des États-Unis pour le Nouveau-Mexique
Cet article dresse la liste des membres du Sénat des États-Unis élus de l'État du Nouveau-Mexique depuis son admission dans l'Union le 6 janvier 1912.

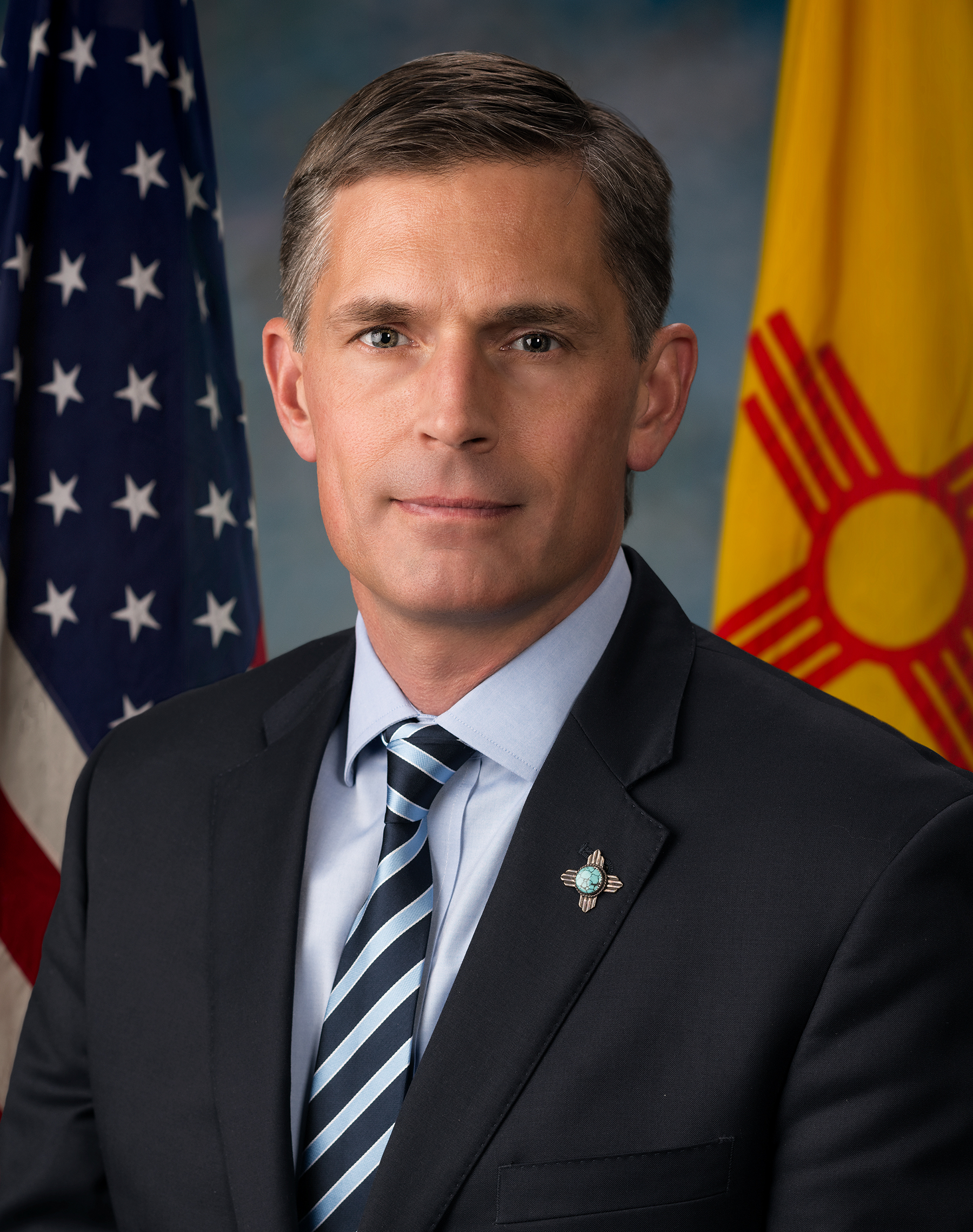
Martin Heinrich (D), sénateur depuis 2013.
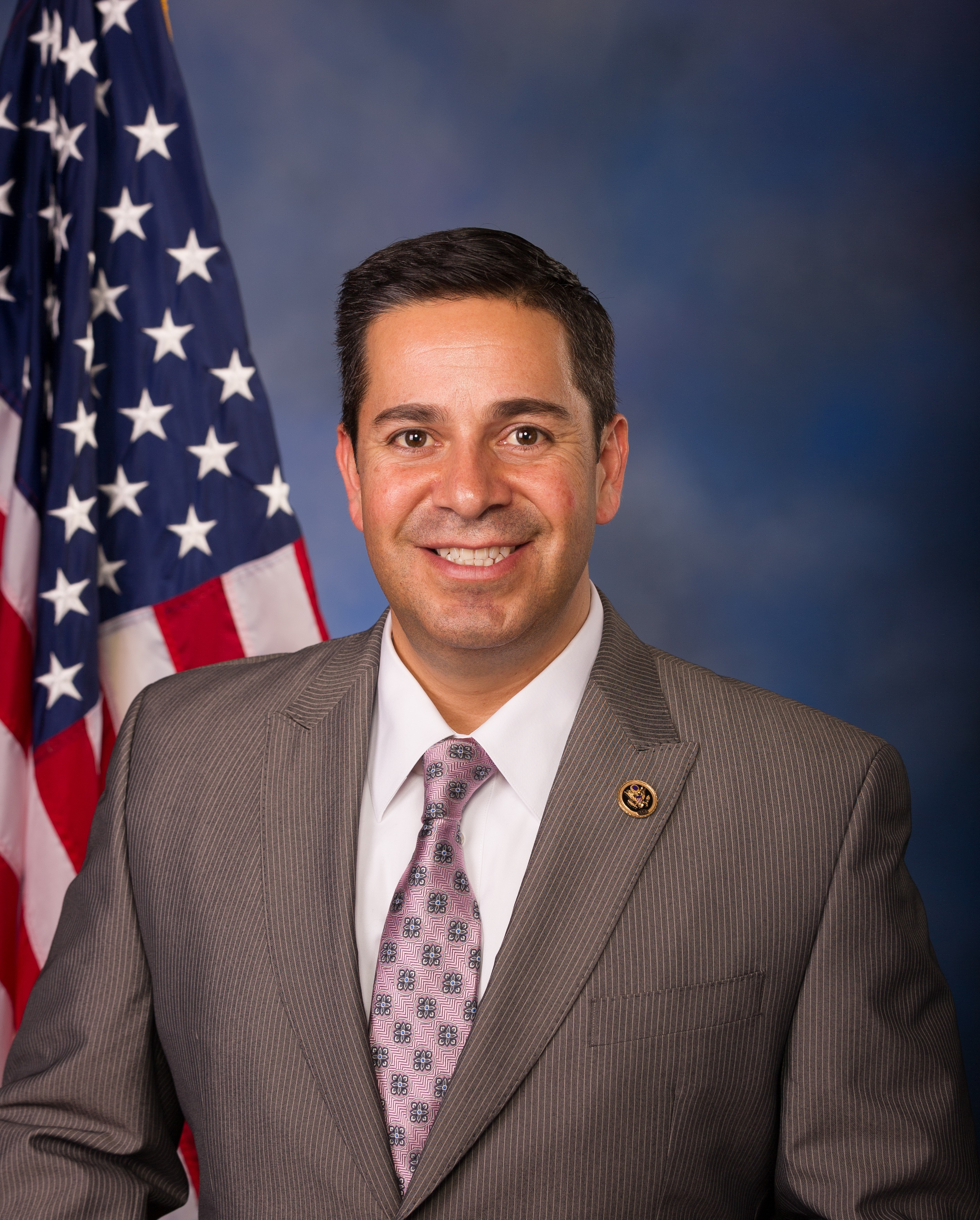
Ben Ray Luján (D), sénateur depuis 2021.

## Élections
Les deux sénateurs sont élus au suffrage universel direct pour un mandat de six ans. Les prochaines élections auront lieu en novembre 2024 pour le siège de la classe I et en novembre 2026 pour le siège de la classe II.

## Liste des sénateurs
| Sénateur de classe I | Sénateur de classe I                   | Sénateur de classe I            | Congrès                           | Sénateur de classe II | Sénateur de classe II        | Sénateur de classe II |
| -------------------- | -------------------------------------- | ------------------------------- | --------------------------------- | --------------------- | ---------------------------- | --------------------- |
|                      | Thomas B. Catron (en) (républicain)    |                                 | 62e (1911-1913)                   |                       | Albert B. Fall (républicain) |                       |
| 63e (1913-1915)      | Thomas B. Catron (en) (républicain)    |                                 |                                   |                       | Albert B. Fall (républicain) |                       |
| 64e (1915-1917)      | Thomas B. Catron (en) (républicain)    |                                 |                                   |                       | Albert B. Fall (républicain) |                       |
|                      | Andrieus A. Jones (en) (démocrate)     |                                 | 65e (1917-1919)                   |                       | Albert B. Fall (républicain) |                       |
| 66e (1919-1921)      | Andrieus A. Jones (en) (démocrate)     |                                 |                                   |                       | Albert B. Fall (républicain) |                       |
| 67e (1921-1923)      | Andrieus A. Jones (en) (démocrate)     |                                 | Holm O. Bursum (en) (républicain) |                       |                              |                       |
| 68e (1923-1925)      | Andrieus A. Jones (en) (démocrate)     |                                 | Holm O. Bursum (en) (républicain) |                       |                              |                       |
| 69e (1925-1927)      | Andrieus A. Jones (en) (démocrate)     |                                 | Sam G. Bratton (en) (démocrate)   |                       |                              |                       |
| 70e (1927-1929)      | Andrieus A. Jones (en) (démocrate)     |                                 | Sam G. Bratton (en) (démocrate)   |                       |                              |                       |
|                      | Bronson M. Cutting (en) (républicain)  |                                 | Sam G. Bratton (en) (démocrate)   |                       |                              |                       |
|                      | Octaviano Larrazolo (en) (républicain) |                                 | Sam G. Bratton (en) (démocrate)   |                       |                              |                       |
|                      | Bronson M. Cutting (en) (républicain)  |                                 | Sam G. Bratton (en) (démocrate)   | 71e (1929-1931)       |                              |                       |
| 72e (1931-1933)      | Bronson M. Cutting (en) (républicain)  |                                 | Sam G. Bratton (en) (démocrate)   |                       |                              |                       |
| 73e (1933-1935)      | Bronson M. Cutting (en) (républicain)  |                                 | Sam G. Bratton (en) (démocrate)   |                       |                              |                       |
|                      | Bronson M. Cutting (en) (républicain)  | Carl Hatch (démocrate)          |                                   |                       |                              |                       |
| 74e (1935-1937)      | Bronson M. Cutting (en) (républicain)  |                                 |                                   |                       |                              |                       |
|                      | Dennis Chavez (en) (démocrate)         |                                 |                                   |                       |                              |                       |
| 75e (1937-1939)      |                                        |                                 |                                   |                       |                              |                       |
| 76e (1939-1941)      |                                        |                                 |                                   |                       |                              |                       |
| 77e (1941-1943)      |                                        |                                 |                                   |                       |                              |                       |
| 78e (1943-1945)      |                                        |                                 |                                   |                       |                              |                       |
| 79e (1945-1947)      |                                        |                                 |                                   |                       |                              |                       |
| 80e (1947-1949)      |                                        |                                 |                                   |                       |                              |                       |
| 81e (1949-1951)      |                                        | Clinton P. Anderson (démocrate) |                                   |                       |                              |                       |
| 82e (1951-1953)      |                                        | Clinton P. Anderson (démocrate) |                                   |                       |                              |                       |
| 83e (1953-1955)      |                                        | Clinton P. Anderson (démocrate) |                                   |                       |                              |                       |
| 84e (1955-1957)      |                                        | Clinton P. Anderson (démocrate) |                                   |                       |                              |                       |
| 85e (1957-1959)      |                                        | Clinton P. Anderson (démocrate) |                                   |                       |                              |                       |
| 86e (1959-1961)      |                                        | Clinton P. Anderson (démocrate) |                                   |                       |                              |                       |
| 87e (1961-1963)      |                                        | Clinton P. Anderson (démocrate) |                                   |                       |                              |                       |
|                      | Edwin L. Mechem (en) (républicain)     | Clinton P. Anderson (démocrate) |                                   |                       |                              |                       |
| 88e (1963-1965)      |                                        | Clinton P. Anderson (démocrate) |                                   |                       |                              |                       |
|                      | Joseph Montoya (démocrate)             | Clinton P. Anderson (démocrate) |                                   |                       |                              |                       |
| 89e (1965-1967)      |                                        | Clinton P. Anderson (démocrate) |                                   |                       |                              |                       |
| 90e (1967-1969)      |                                        | Clinton P. Anderson (démocrate) |                                   |                       |                              |                       |
| 91e (1969-1971)      |                                        | Clinton P. Anderson (démocrate) |                                   |                       |                              |                       |
| 92e (1971-1973)      |                                        | Clinton P. Anderson (démocrate) |                                   |                       |                              |                       |
| 93e (1973-1975)      |                                        | Pete Domenici (républicain)     |                                   |                       |                              |                       |
| 94e (1975-1977)      |                                        | Pete Domenici (républicain)     |                                   |                       |                              |                       |
|                      | Harrison Schmitt (républicain)         | Pete Domenici (républicain)     |                                   | 95e (1977-1979)       |                              |                       |
| 96e (1979-1981)      | Harrison Schmitt (républicain)         | Pete Domenici (républicain)     |                                   |                       |                              |                       |
| 97e (1981-1983)      | Harrison Schmitt (républicain)         | Pete Domenici (républicain)     |                                   |                       |                              |                       |
|                      | Jeff Bingaman (démocrate)              | Pete Domenici (républicain)     |                                   | 98e (1983-1985)       |                              |                       |
| 99e (1985-1987)      | Jeff Bingaman (démocrate)              | Pete Domenici (républicain)     |                                   |                       |                              |                       |
| 100e (1987-1989)     | Jeff Bingaman (démocrate)              | Pete Domenici (républicain)     |                                   |                       |                              |                       |
| 101e (1989-1991)     | Jeff Bingaman (démocrate)              | Pete Domenici (républicain)     |                                   |                       |                              |                       |
| 102e (1991-1993)     | Jeff Bingaman (démocrate)              | Pete Domenici (républicain)     |                                   |                       |                              |                       |
| 103e (1993-1995)     | Jeff Bingaman (démocrate)              | Pete Domenici (républicain)     |                                   |                       |                              |                       |
| 104e (1995-1997)     | Jeff Bingaman (démocrate)              | Pete Domenici (républicain)     |                                   |                       |                              |                       |
| 105e (1997-1999)     | Jeff Bingaman (démocrate)              | Pete Domenici (républicain)     |                                   |                       |                              |                       |
| 106e (1999-2001)     | Jeff Bingaman (démocrate)              | Pete Domenici (républicain)     |                                   |                       |                              |                       |
| 107e (2001-2003)     | Jeff Bingaman (démocrate)              | Pete Domenici (républicain)     |                                   |                       |                              |                       |
| 108e (2003-2005)     | Jeff Bingaman (démocrate)              | Pete Domenici (républicain)     |                                   |                       |                              |                       |
| 109e (2005-2007)     | Jeff Bingaman (démocrate)              | Pete Domenici (républicain)     |                                   |                       |                              |                       |
| 110e (2007-2009)     | Jeff Bingaman (démocrate)              | Pete Domenici (républicain)     |                                   |                       |                              |                       |
| 111e (2009-2011)     | Jeff Bingaman (démocrate)              |                                 | Tom Udall (démocrate)             |                       |                              |                       |
| 112e (2011-2013)     | Jeff Bingaman (démocrate)              |                                 | Tom Udall (démocrate)             |                       |                              |                       |
|                      | Martin Heinrich (démocrate)            |                                 | Tom Udall (démocrate)             | 113e (2013-2015)      |                              |                       |
| 114e (2015-2017)     | Martin Heinrich (démocrate)            |                                 | Tom Udall (démocrate)             |                       |                              |                       |
| 115e (2017-2019)     | Martin Heinrich (démocrate)            |                                 | Tom Udall (démocrate)             |                       |                              |                       |
| 116e (2019-2021)     | Martin Heinrich (démocrate)            |                                 | Tom Udall (démocrate)             |                       |                              |                       |
| 117e (2021-2023)     | Martin Heinrich (démocrate)            |                                 | Ben Ray Luján (démocrate)         |                       |                              |                       |
| 118e (2023-2025)     | Martin Heinrich (démocrate)            |                                 | Ben Ray Luján (démocrate)         |                       |                              |                       |
| 119e (2025-2027)     | Martin Heinrich (démocrate)            |                                 | Ben Ray Luján (démocrate)         |                       |                              |                       |